# HK Trebišov
Le HK Trebišov est un club de hockey sur glace de Trebišov en Slovaquie. Il évolue dans la 1.liga, le second échelon slovaque.

## Historique
Le club est créé en 1992 sous le nom de AZD VTJ Trebišov. En 2006, il est renommé HK Trebišov.

## Palmarès
- Vainqueur de la 2.liga: 1997, 2000.